# Масований ракетний обстріл України 25 травня 2025
В ніч на 25 травня 2025 року у рамках російського вторгнення в Україну російські військові завдали масованого ракетного удару по містах України із застосуванням крилатих та балістичних ракет (Х-101, Іскандер-М, KN-23, Калібр, Х-22 та Х-59/Х-69), а також ударних безпілотників. Внаслідок російської атаки постраждали м. Київ, а також Київська, Харківська, Дніпровська, Житомирська, Хмельницька, Тернопільська, Чернігівська, Миколаївська та Сумська області.

## Наслідки удару

### Київ

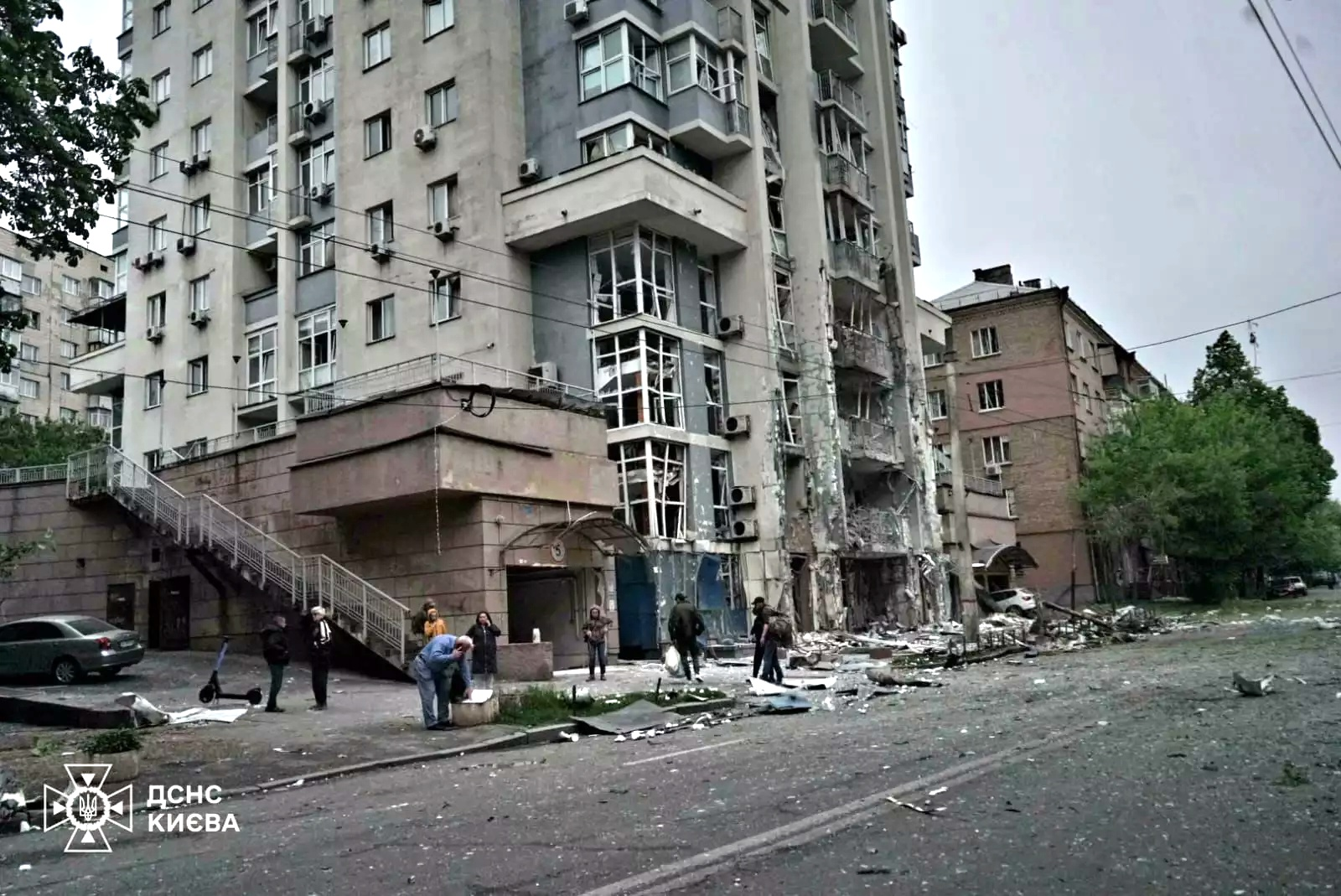
Пошкоджена будівля в Києві

Друга поспіль нічна атака на Київ 25 травня завдала руйнувань у трьох районах столиці – Голосіївському, Дніпровському та Шевченківському.
У Голосіївському районі уламки збитого дрона пошкодили два житлові будинки.
Зокрема, горів фасад п’ятиповерхового гуртожитку історичного факультету Київського національного університету ім. Т. Шевченка.
Сталося це через розгерметизацію газової труби на другому поверсі.
У будинку частково зруйновані конструкції.
У Дніпровському районі уламки збитого дрона пошкодили двоповерховий приватний будинок.
Під час атаки на Київ 25 травня постраждали 11 осіб.

### Київщина

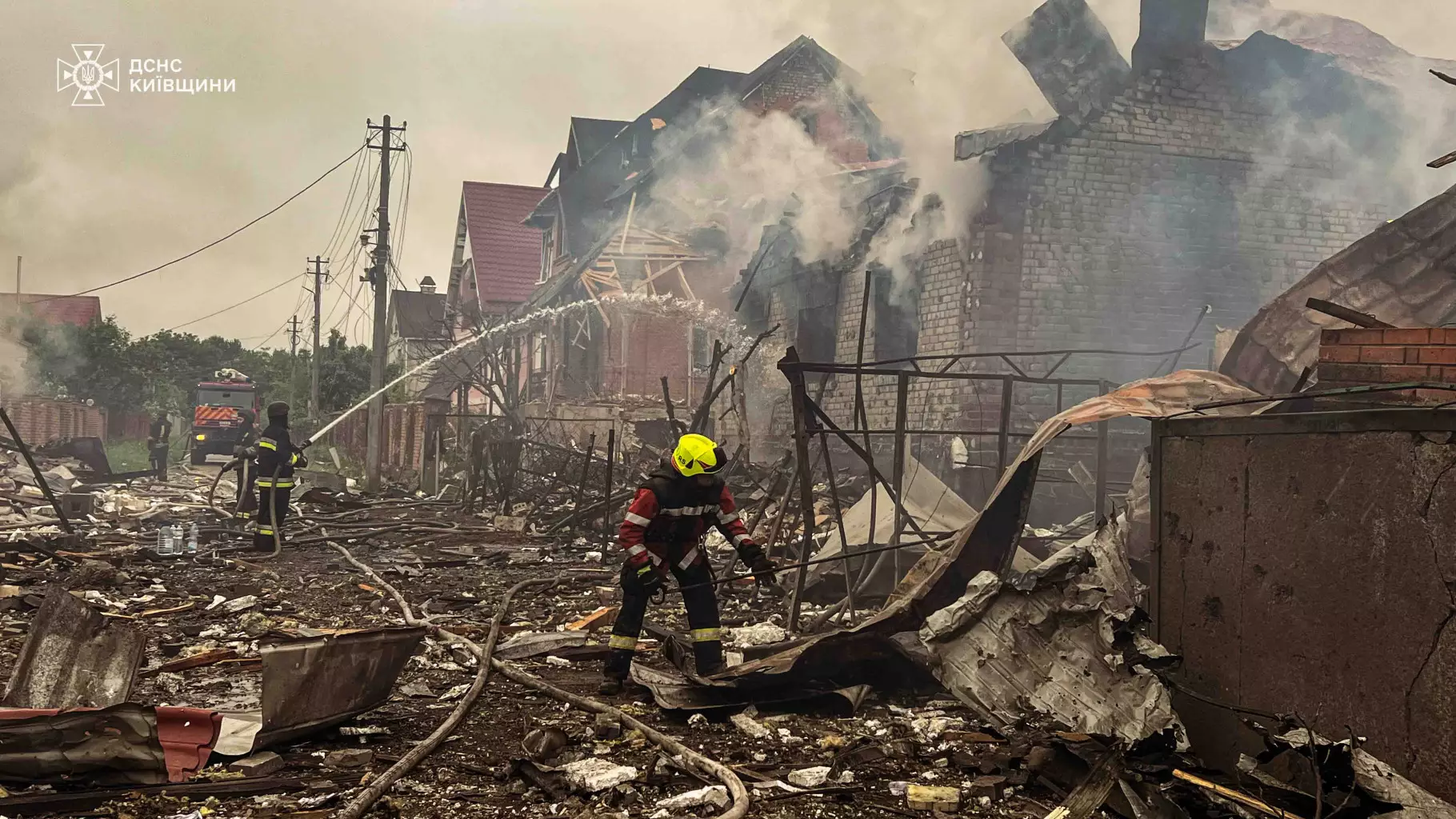
Ліквідація наслідків ракетного удару в с. Мархалівка Фастівського району

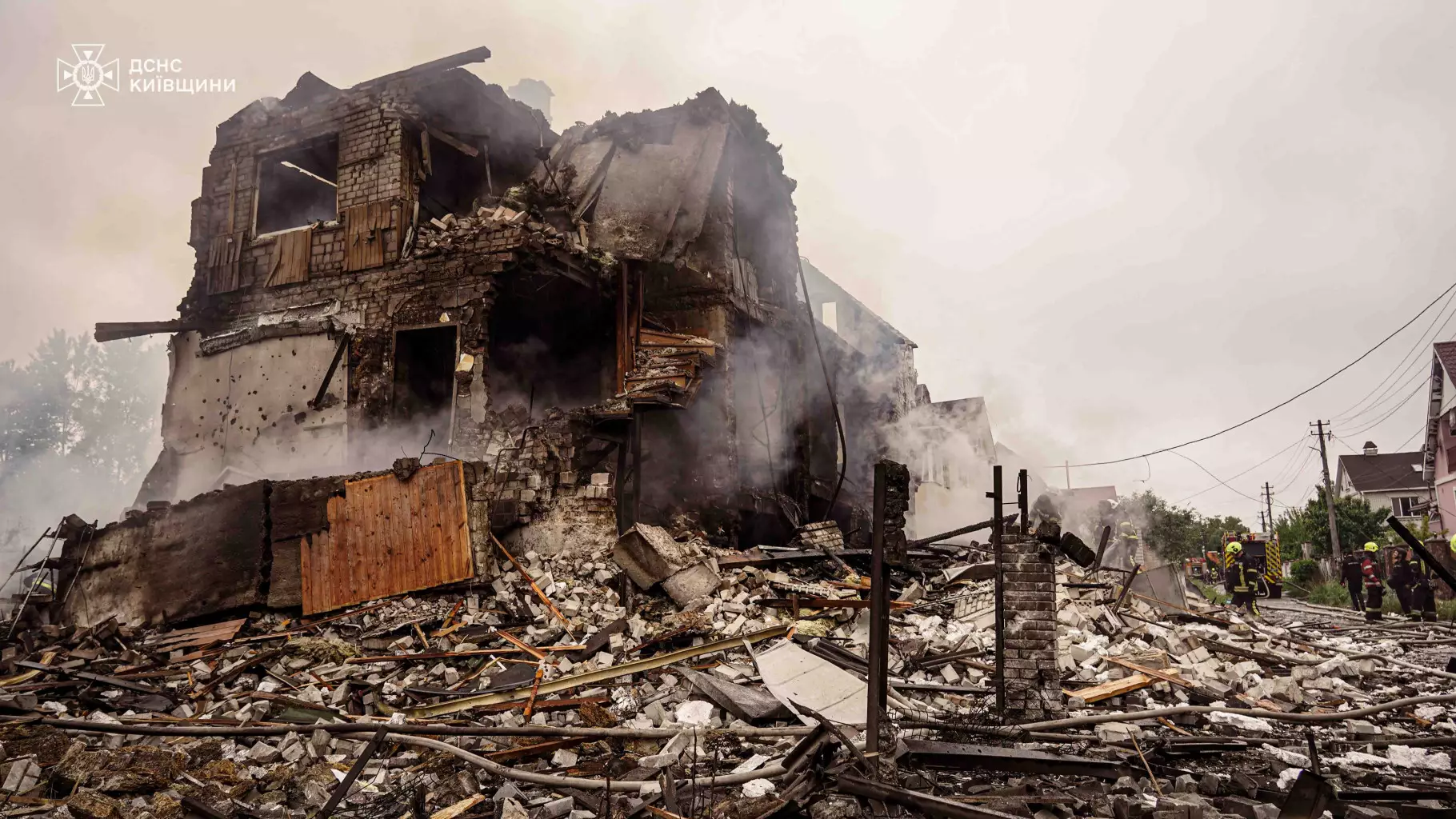
Спалені руїни будинків в Мархалівці

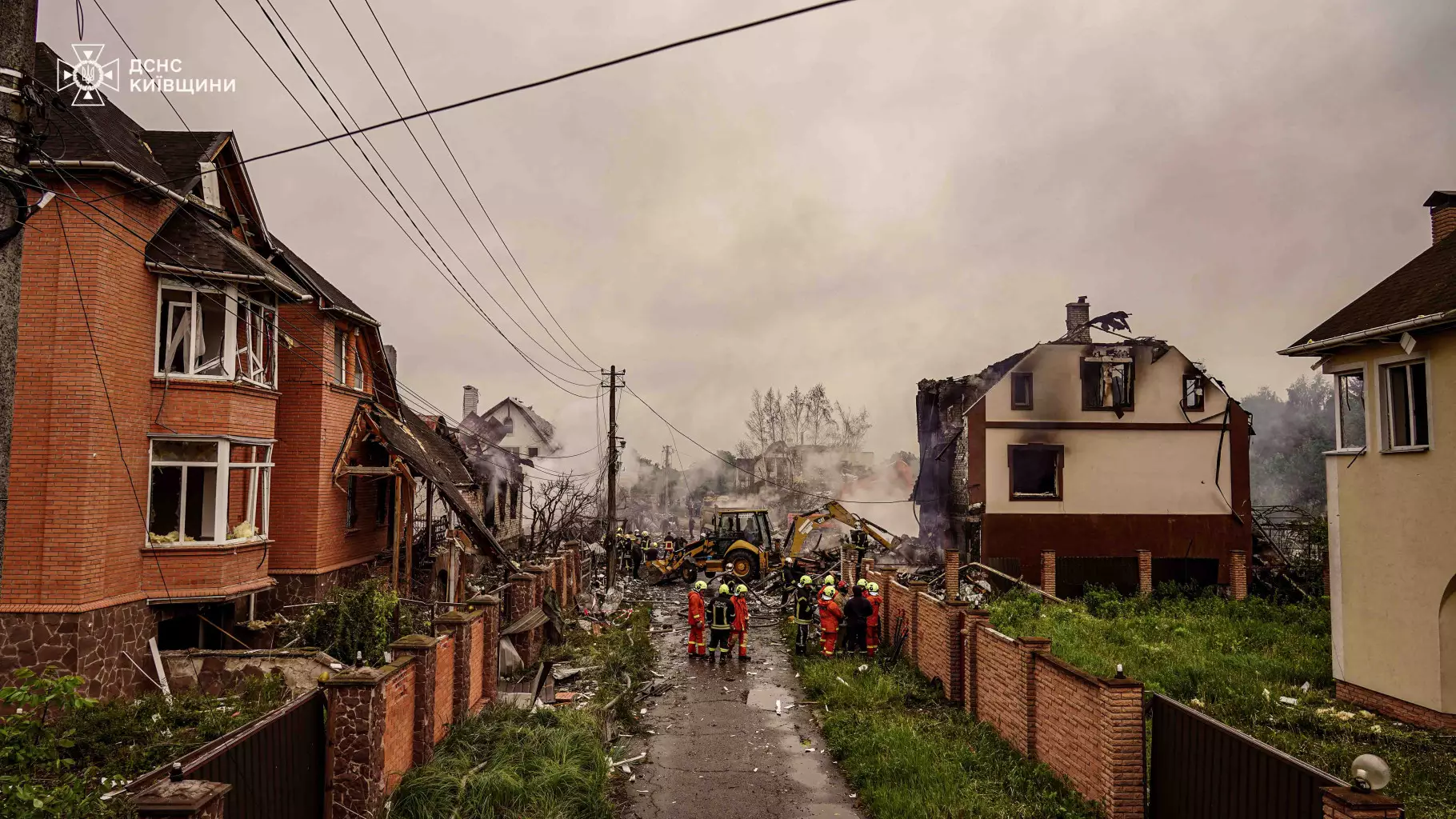
Рятувальна операція в Мархалівці

Після атаки на Київську область постраждали Білоцерківський, Обухівський, Фастівський, Бучанський, Броварський, Вишгородський райони.
Під час обстрілу загинули четверо людей та 33 постраждали.
У Білоцерківському районі пошкоджено ангари підприємства, три приватні будинки, господарчі споруди та автомобіль.
Постраждали три чоловіки, жінка та дві дівчинки віком 10 та 13 років.
В Обухівському районі через ворожу атаку спалахнули ангар та будівля.
Під час ліквідації пожежі рятувальники виявили тіла 57-річного чоловіка та його співмешканки.
Також понівечені два автомобілі. У гімназії вибиті вікна та пошкоджена стіна спортивної зали.
Тіло 76-річного чоловіка виявили під час гасіння пожежі у приватному будинку Фастівського району.
Травми дістали вісім дорослих і троє дітей віком вісім, 13 та 17 років.
Обстрілом пошкоджено 21 приватний будинок та п’ять автівок.
У Бучанському районі у приватному будинку, пошкодженому під час обстрілу, загинув 49-річний чоловік.
Зазнали руйнувань 39 приватних будинків і складські приміщення.
Постраждали 12 дорослих та двоє дітей віком 10 та 11 років.
У Вишгородському районі пошкоджено гаражне приміщення та авто.

### Житомирщина

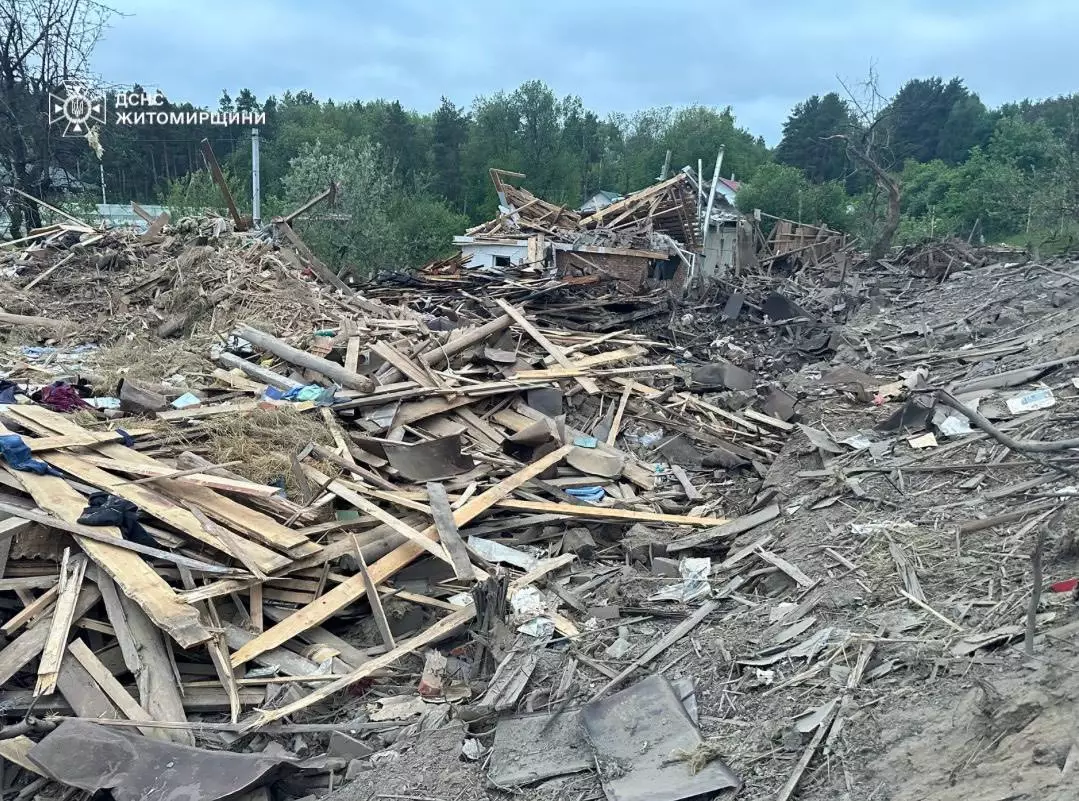
Руїни будинку в Коростишеві

У Коростишеві зруйновано та пошкоджено приватні будинки, в одному з яких загинули троє дітей. Ще 10 людей постраждали. Крім того, є двоє постраждалих у Бердичівському районі.

### Хмельниччина
Атака на Хмельницьку область обернулася загибеллю чотирьох людей. Ще п’ятеро людей дістали осколкові поранення. Зокрема у важкому стані перебувають неповнолітня та жінка похилого віку.
Відомо, що під час обстрілу на Хмельниччині пошкоджено близько 40 приватних будинків в Красилівській громаді.

### Миколаївщина

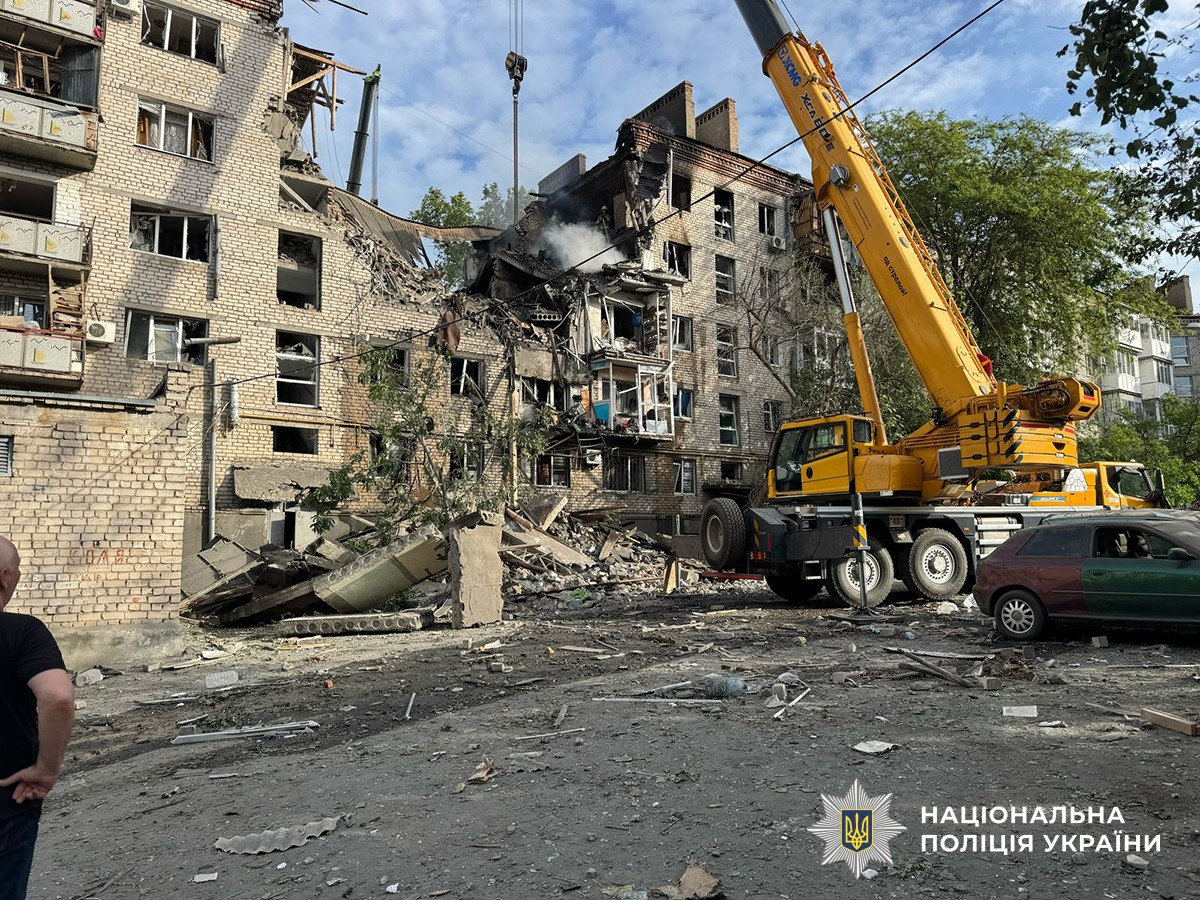
Пошкоджений будинок у Миколаєві

У Миколаївській області сили протиповітряної оборони знищили 32 безпілотники.
Попри це, зафіксовано руйнування в Миколаєві та Баштанському районі.
Обстрілом в Миколаєві пошкоджено об’єкт інфраструктури, офісні приміщення, приватні будинки, лінії електропередачі в різних районах міста.
Також зруйновано два останні поверхи п’ятиповерхівки. Уламками пошкоджено поряд розташований багатоповерховий будинок.
Загинув 77-річний чоловік. Поранення дістали п’ятеро людей
Обстрілом в Баштанському районі пошкоджено складське приміщення сільськогосподарського підприємства, п’ять комбайнів та гусеничний трактор. Постраждалих немає.

### Тернопільщина
У Тернопільській області пошкоджено сім багатоквартирних житлових будинків і 10 підприємств.
Внаслідок влучання ракети сталося руйнування будівлі одного з промислових підприємств.
Пожежу в цеху, що загалом охопила 1000 кв. м, ліквідовано. Жертв і постраждалих немає.

### Чернігівщина
У Чернігівській області горіли складські приміщення та нежитлові будівлі. Окрім того, горів ангар із вугіллям.
Пошкоджена будівля й в обласному центрі.

### Сумщина
У Сумській області постраждали обласний центр і Конотоп.
Так, у Сумах окупанти влучили по об’єкту харчової промисловості, який уже атакували у квітні.
Обстрілом пошкоджено покрівлю. Працівники не постраждали, оскільки вчасно спустилися до укриття.
У Конотопі зруйновано об’єкт інфраструктури в одному з мікрорайонів міста, який окупанти вже атакували. Частково знеструмлено окремі вулиці міста.

### Харків й область
У Харківській області під час нічного обстрілу під ударами перебували обласний центр і Козача Лопань Дергачівської громади.
По Основ’янському та Шевченківському районах Харкова ворог поцілив чотирма безпілотниками.
У Основ’янському районі зазнало руйнувань цивільне підприємство.
У Шевченківському районі ворог поцілив в офісну будівлю. Також там вибиті вікна в кількох багатоквартирних будинках.
Постраждали 14-річний хлопець, а також двоє чоловіків віком 34 та 43 роки.
У Козачій Лопані загинула 63-річна жінка.

### Одеса
В Одесі області на одній з автостоянок, що розташована серед багатоповерхівок, горіло 20 автомобілів. Пожежу оперативно ліквідували.

### Дніпро й область
У Дніпропетровській області сили ППО знищили 11 ракет і п’ять безпілотників.
Попри це, у Павлограді пошкоджено промислове підприємство.
У Дніпрі горіла триповерхова будівля через влучання безпілотника.